# سيروس عيسى جمعة
سيروس عيسى جمعة موزع موسيقي بحريني يعتبر من مطوري الموسيقي الخليجية، مطور ومبرمج معتمد من شركة يماها للموسيقي الخليجية لآلة الأورغ الكهربائية منذ سنة 2000 م، بدأ مشواره في التوزيع الموسيقي بتطوير الأغنية الخليجية منذ عام 2000 في أول تعاون مع المغني راشد الماجد في ألبوم مشكلني.

## فنانين تعاون معهم
من أبرز الفنانين الذين وزع لهم سيروس أغنياتهم
| - محمد عبده - عبد الكريم عبدالقادر - راشد الماجد - عبدالمجيد عبدالله - رابح صقر - نوال الكويتية - اصاله نصري - انغام، نبيل شعيل | - عبد الله رويشد - ماجد المهندس - حسين الجسمي - ميحد حمد - خالد عبدالرحمن - خالد الشيخ - طلال سلامة - احلام - عيضه | - راغب علامه - وليد الشامي - ابراهيم الحكمي - سميره سعيد - مريام فارس - ديانا حداد - اصيل ابوبكر سالم - راشد الفارس | - علي بن محمد - عباس إبراهيم - عصام كمال - حمد الخضر - حاتم العراقي - محمد المسباح - مساعد البلوشي - عبدالقادر هدهود - جابر الكاسر | - یارا - أسماء المناور - رجاء بلمليح - شذى حسون - اميمة طالب - ديانا كرزون - اروی - داليا - إسماعيل مبارك | - عايض - فايز السعيد - بلقيس - جميله - بندر سعد - محمد البكري - هند البحرينية - احمد الهرمي - محمد التميمي | - فرقة الاخوة - فرقة ميامي - صلاح الزجالي - علي عبدالستار - فهد الكبيسي، - عيسى الكبيسي - منصور المهندي - مشعل العروج - فرقة سلطانیز | - نزار عبد الله - عادل محمود - حسين اسيري - راشد حنضل - عبد الله طارق - حنان رضا - راكان - محمد الزيلعي - منی امارشا |

## الشعراء تعاون معهم
ناصر بن حمد آل خليفة، عيسى بن راشد آل خليفة، بدر بن عبد المحسن ال سعود،دحمد الكعبي، تركي آل الشيخ، خالد التويجري، غازي القصيبي، فايق عبد الجليل، بدر بروسلي ، يونس سلمان، هشام الشروقي، أنور المشيري، فهد المساعد، خالد المريخي ، أحمد علوي، العالية، معتزه، قوس، خالد عوض، عوض نفاع، عبد الله بودله، فاروق عبد الله.

## ملحنين تعاون معهم
صالح الشهري، عبد الرب ادريس، سليمان الملا، ناصر الصالح، طلال مداح، خالد الشيخ ، احمد الهرمي، نزار عبد الله، ياسر بوعلی، سهم، مشعل العروج، عبدالمجيد عبدالله ، راشد الماجد ، الأنين، عبدالله المناعي ، بندر سعد، عبد القادر هدهود ، محمد بودله، بدر الذوادي، اصيل أبو بكر ، نواق عبدالله ، طارق محمد ، طارق الجار، جمال السيب محمد العريفي

## الأعمال الوطنية
| الأغنية           | الشاعر                                | أداء                                |
| ----------------- | ------------------------------------- | ----------------------------------- |
| عزوم              | ناصر بن حمد آل خليفة                  | بلقيس، راشد حنظل                    |
| هنيئا لهذا البلد  | عبد الله بن خالد بن عبد الله آل خليفة | راشد الماجد                         |
| صرح البناة        | خالد بن أحمد آل خليفة                 | حسن كمال                            |
| لك جزيل الشكر     | احمد الكعبي                           | راشد الماجد                         |
| أمر با بوسلمان    | ناصر بن حمد آل خليفة                  | مجموعة صوتية                        |
| مثايل             | ناصر بن حمد آل خليفة                  | راشد الماجد، أحمد الهرمي، راشد حنظل |
| سيدي              | ناصر بن حمد آل خليفة                  | أحمد الهرمي                         |
| مراسم شعر         | عارف الهاشل                           | راشد الماجد                         |
| إشهد ياذا التاريخ | هشام الشروقي                          | مجموعة صوتية                        |
| يا دار            | سعود بن فيصل بن شريم                  | راشد الماجد                         |

## الأوبرات التي قام بتوزيعها
| الاوبريت                    | الشاعر                                    | أداء                                                   |
| --------------------------- | ----------------------------------------- | ------------------------------------------------------ |
| قبلة النور مهرجان الجنادرية | مستورة الأحمدي، الشاعرة نجلاء جمال المحيا | محمد عبده، راشد الماجد، ماجد المهندس، وخالد عبد الرحمن |
| تحية إلى بوسلمان            | ناصر بن حمد آل خليفة                      | مجموعة صوتية                                           |
| ميثاق العمل الوطني          | خالد بن احمد آل خليفة                     | راشد الماجد،احمد الهرمي، محمد التميمي                  |
| مملكة الحب والسلام          | بدر بن عبد المحسن                         | محمد عبده، راشد الفارس، إبراهيم الحكمي، إسماعيل مبارك  |
| سلام من السعودية            | عبد الله أبو راس                          | محمد عبده، راشد الماجد، عبادي الجوهر، وآخرون           |

## تترات المسلسلات
قلوب للإيجار ، نعم ولا ، طاش ما طاش ، طماشه ، عيون من زجاج ، سما ثانية ، الدريشة، جمرة غضى ، وجع الانتصار ، متلف الروح

## الآلات الموسيقي
في العام 2000 تم اختياره من قبل شركة ياماها العالمية بالانضمام إلى المطورين والمبرمجين المعتمدين لديها، ساهم في تطوير وبرمجة كل ما يخص التراث الخليجي في الأورغ الشرقي
أهم الآلات الموسيقية التي شارك بتطويرها:
- الكيبورد الشرقي PSR-A1000
- الكيبورد الشرقي PSR-A2000
- الكيبورد الشرقي PSR-A3000[16]
- الكيبورد الشرقي PSR-A4000
- الكيبورد الشرقي PSR-A5000

## وصلات خارجية
- توثيق لجهاز يماها الكيبورد الشرقي PSR-A3000 (قناة يماها الرسمية)
- مقابلة الموزع الموسيقي سيروس على التلفزيون السعودي (اليوم الوطني البحريني47)
- سيروس عيسى جمعة على موقع قاعدة بيانات الأفلام العربية
- سيروس عيسى جمعة على موقع ميوزك برينز (الإنجليزية)